# Nam vương Quốc tế 2011
Nam vương Quốc tế 2011 là cuộc thi Nam vương Quốc tế lần thứ sáu được tổ chức vào ngày 17 tháng 12 năm 2011 tại Patravadi Theater in The Garden, Băng Cốc, Thái Lan. Cesar Curti đến từ Brasil đăng quang ngôi vị Nam vương Quốc tế thứ sáu.

## Kết quả
| Mister International 2011  | - Brasil — César Curti |
| Á vương 1                  | - Séc — Martin Gardavský |
| Á vương 2                  | - Indonesia — Steven Yoswara |
| Á vương 3                  | - Việt Nam — Lê Khôi Nguyên |
| Á vương 4                  | - Thụy Điển — Marco Djelević Virriat |
| Top 10                     | - Hàn Quốc — Ji Sung Oh - México — Sérgio Felipe Melendez - Slovakia — Jakub Lorencovič - Slovenia — Žan Cvet - Venezuela — Jeefry Rommel Rojas Torres                                       |
| Top 16                     | - Colombia — Carlos Eduardo Paez - Đan Mạch — Mads Madsen - Na Uy — Nikolai Danielsen - Nigeria — Kenneth Nwadike - Philippines — Fhrancis Oliver Lopez - Sri Lanka — Anuj Eranda Ranasinghe |
| Giải thưởng đặc biệt       | |
| Giải thưởng                | Thí sinh |
| Best Body                  | - Thụy Điển — Marco Djelević Virriat |
| Best National Costume      | - Thái Lan — Direk Sindamrongsi |
| Mister Congeniality        | - Bồ Đào Nha — Fábio Duarte |
| Mister Internet Popularity | - Philippines — Fhrancis Oliver Lopez |
| Mister Photogenic          | - Thụy Điển — Marco Djelević Virriat |
| Giải thưởng nhỏ            | |
| Giải thưởng                | Thí sinh |
| Dream Man Award            | - Brasil — César Curti |
| Health Man Awards          | - Costa Rica — Erick Martinez - Séc — Martin Gardavský |
| Most Handsome Man Award    | - Đan Mạch — Mads Madsen |
| Most Cute Man Award        | - Hàn Quốc — Ji Sung Oh |
| Most Popular Man Award     | - México — Sergio Felipe Meléndez |

## Các thí sinh
33 thí sinh tham dự.
| Quốc gia/vùng lãnh thổ | Thí sinh                   | Tuổi | Chiều cao               | Quê quán              |
| ---------------------- | -------------------------- | ---- | ----------------------- | --------------------- |
| Bỉ                     | Thierry D’Haenens          | 18   | 1,84 m (6 ft 1⁄2 in)    | Antwerp               |
| Bồ Đào Nha             | Fábio Duarte               |      |                         |                       |
| Brasil                 | César Curti                | 24   | 1,86 m (6 ft 1 in)      | Peruíbe               |
| Canada                 | Ron Wear                   | 28   | 1,84 m (6 ft 1⁄2 in)    | Vancouver             |
| Colombia               | Carlos Eduardo Paez        |      | 1,85 m (6 ft 1 in)      |                       |
| Costa Rica             | Erick Martínez             | 28   | 1,84 m (6 ft 1⁄2 in)    | Cartago               |
| Đan Mạch               | Mads Madsen                | 20   | 1,87 m (6 ft 1+1⁄2 in)  | Ejby                  |
| Đại Anh                | Dan How                    |      |                         |                       |
| Hàn Quốc               | Ji Sung Oh                 |      |                         |                       |
| Hoa Kỳ                 | Rhonee Rojas               | 30   | 1,86 m (6 ft 1 in)      | Honolulu              |
| Hy Lạp                 | Giorgos Stergioudis        |      |                         |                       |
| Indonesia              | Steven Yoswara             | 22   | 1,77 m (5 ft 9+1⁄2 in)  | Bandung               |
| Ireland                | Brendan Mervyn             | 26   | 1,82 m (5 ft 11+1⁄2 in) | Los Angeles           |
| Latvia                 | Edvīns Ločmelis            | 21   | 1,87 m (6 ft 1+1⁄2 in)  | Riga                  |
| Liban                  | Mohamad Al Hajj            |      |                         |                       |
| Madagascar             | Michael Andrianirina       | 21   | 1,85 m (6 ft 1 in)      | Antananarivo          |
| México                 | Sérgio Felipe Melendez     |      |                         |                       |
| Nam Phi                | Christo du Plessis         | 28   | 1,88 m (6 ft 2 in)      | Vanderbijlpark        |
| Na Uy                  | Nikolai Danielsen          | 20   | 1,89 m (6 ft 2+1⁄2 in)  | Oslo                  |
| Nigeria                | Kenneth Nwadike            |      | Lagos                   |                       |
| Pakistan               | Muhammad Yasir             |      |                         |                       |
| Panama                 | Jafeth Gutierrez           |      |                         |                       |
| Pháp                   | Nicolas Fangille           | 27   | 1,89 m (6 ft 2+1⁄2 in)  | Rombas                |
| Philippines            | Fhrancis Oliver Lopez      | 22   | 1,70 m (5 ft 7 in)      | Las Piñas             |
| Séc                    | Martin Gardavský           | 25   | 1,88 m (6 ft 2 in)      | Mořina                |
| Slovakia               | Jakub Lorencovič           | 22   | 1,80 m (5 ft 11 in)     | Prešov                |
| Slovenia               | Žan Cvet                   | 20   | 1,90 m (6 ft 3 in)      | Ljubljana             |
| Sri Lanka              | Anuj Eranda Ranasinghe     | 25   |                         | Panadura              |
| Tây Ban Nha            | Gerva Moglio               |      |                         |                       |
| Thái Lan               | Direk Sindamrongsi         |      |                         |                       |
| Thụy Điển              | Marco Djelević Virriat     | 22   | 1,85 m (6 ft 1 in)      | Stockholm             |
| Venezuela              | Jeefry Rommel Rojas Torres | 27   | 1,83 m (6 ft 0 in)      | Mérida                |
| Việt Nam               | Lê Khôi Nguyên             | 21   | 1,86 m (6 ft 1 in)      | Thành phố Hồ Chí Minh |